# YouTube (canal do YouTube)
YouTube (anteriormente conhecido como YouTube Spotlight) é o canal oficial do YouTube da plataforma americana e de compartilhamento de vídeos YouTube, destacando vídeos e eventos na plataforma. Os eventos exibidos no canal incluem o YouTube Comedy Week e o YouTube Music Awards. Além disso, o canal enviou retrospectivas anuais no YouTube Rewind entre 2010 e 2019. Por um breve período no final de 2013, este canal foi classificado como o mais inscrito na plataforma. Em março de 2024, o canal conquistou 39,8 milhões de inscritos e 3,05 bilhões de visualizações de vídeos.
O canal do YouTube foi criado em 1º de fevereiro de 2005. Em 2 de novembro de 2013, o canal do YouTube ultrapassou brevemente o canal do PewDiePie, tornando-se o canal com mais inscritos no site. O canal subiu à primeira posição por meio da sugestão automática e da pré-seleção como opção de inscrição no cadastro de novos usuários no YouTube. Ao longo de dezembro de 2013, o canal e o PewDiePie lutaram pela primeira posição, mas logo, PewDiePie garantiu-a em 23 de dezembro de 2013.

## Vídeos

### Retrospectiva do YouTube
Entre 2010 e 2019, o YouTube lançou um vídeo anual YouTube Rewind por meio de seu canal Spotlight . Todos os vídeos do YouTube Rewind de 2012 a 2018 ultrapassaram 100 milhões de visualizações, enquanto o YouTube Rewind: The Ultimate 2016 Challenge ultrapassou 200 milhões de visualizações. YouTube Rewind 2010: Year in Review e YouTube Rewind 2011, no entanto, têm menos de 10 milhões de visualizações cada. O Ultimate 2016 Challenge se tornou o vídeo mais rápido do YouTube a atingir 100 milhões de visualizações, em apenas 3,2 dias. É também o oitavo videoclipe não musical mais curtido de todos os tempos, com mais de 3,40 milhões de curtidas. Em 14 de dezembro de 2016, logo após o lançamento do The Ultimate 2016 Challenge, o canal Spotlight ultrapassou 1 bilhão de visualizações de vídeo no total. Em 12 de dezembro de 2018, aproximadamente 6 dias e 10 horas após o upload, YouTube Rewind 2018: Everyone Controls Rewind se tornou o vídeo com mais deslikes de todos os tempos do YouTube, superando Baby, de Justin Bieber. Pouco depois, também se tornou o primeiro vídeo do YouTube a atingir 10 milhões de dislikes, em 6 dias e 12 horas. Everyone Controls Rewind atualmente tem 20 milhões de dislikes. YouTube Rewind 2019: For the Record também obteve rapidamente uma proporção notavelmente negativa de gosto/não gosto, acumulando 3,9 milhões de não gostos em menos de 24 horas desde seu lançamento em 5 de dezembro de 2019. Atualmente é o terceiro vídeo mais odiado do YouTube, com mais de 9,6 milhões de desgostos.
Durante o período de produção do YouTube Rewind, diversos criadores de conteúdo brasileiros têm participado dos vídeos. Inicialmente, a presença de criadores brasileiros era mínima, com figuras como Whindersson Nunes e o canal Porta dos Fundos, que eram um dos maiores canais do YouTube Brasil até aquele período inicial, até aproximadamente 2016. A partir do Rewind de 2017, houve uma mudança significativa, com a inclusão de vários youtubers brasileiros que passavam dos 10 milhões de inscritos, tais como Júlio Cocielo, RezendeEvil, Felipe Neto, Luccas Neto, entre outros.

### Um trilhão de visualizações do Minecraft no YouTube, e cada vez mais
Em dezembro de 2021, um trilhão de visualizações do Minecraft no YouTube e contando foi postado para comemorar o trilhão de visualizações de vídeos relacionados ao jogo eletrônico Minecraft. Apresentando vários criadores de conteúdo de Minecraft, o vídeo é uma animação 3D baseada no jogo.
No cenário brasileiro, o vídeo gerou polêmicas por não incluir a presença esmagadora dos youtubers de Minecraft considerados relevantes no Brasil, como AuthenticGames, o maior canal de Minecraft do país, viniccius13, TazerCraft, entre outros. Em vez disso, destacou-se apenas a presença de Felipe Neto, que não era um produtor de conteúdo específicamente de Minecraft.